# Nyílfarkú gébics
A nyílfarkú gébics vagy kínai őrgébics (Lanius sphenocercus) a madarak osztályának verébalakúak (Passeriformes) rendjén belül a gébicsfélék (Laniidaee) családjába tartozó faj.

## Rendszerezése
A fajt Jean Cabanis német ornitológus írta le 1873-ban.

## Alfajai
- Lanius sphenocercus giganteus Prjevalsky, 1887
- Lanius sphenocercus sphenocercus Cabanis, 1873[2]

## Előfordulása
Oroszország, Mongólia, Kína, Észak-Korea és Dél-Korea területén honos, kóborlásai során eljut Japánba is. Természetes élőhelyei a mérsékelt övi gyepek és sivatagok, szubtrópusi és trópusi gyepek és cserjések, valamint legelők és szántóföldek. Vonuló faj.

## Megjelenése
Testhossza 31 centiméter, testtömege 85-100 gramm.

## Természetvédelmi helyzete
Az elterjedési területe rendkívül nagy, egyedszáma pedig stabil. A Természetvédelmi Világszövetség Vörös listáján nem fenyegetett fajként szerepel.